# اودگ‌دیو
اودَگ برپایه اسطوره‌های مزدیسنا نام دیوی است. در بندهش درباره او آمده‌است که:«اودگ‌دیو آن است که مردم [چون] بر مستراح نشینند، یا چون خورش‌خورند، به مینوئی بدیشان فغان‌زند که هرزه‌گوی و فریادزن!که هرزه‌گویان خورید و هرزه‌گویان رینید و هرزه‌گویان میزید که تا بدان بهشت نرسید.»
همچنین اودگ، ماده دیوی است که کماریگان را هستی داد و همو بود که جم را به لذت جویی واداشت و مردم را به ژاژخایی و سخن گفتن در جایی که نباید سخن گفت، وامی دارد.

## واژه‌شناسی
این نام در پارسی میانه ūdag آمده‌است. نام این دیو در اوستای دردست دیده‌نمی‌شود.